# ベンルック県
ベンルック県（ベンルックけん、ベトナム語：Huyện Bến Lức / 縣𤅶溧?）は、ベトナム社会主義共和国ロンアン省の県。面積は288.74 km²、人口は181,660人（2019年）である。

## 行政区画
1市鎮14社から構成される。